# 三輪車 (フォークグループ)
三輪車（さんりんしゃ）は、3人組の日本のフォークグループ。

## 経歴
西之辻功と山崎稔は、茨木市立西中学校写真部の先輩後輩。2人とも将来はカメラマンを目指していたが、西之辻はザ・ベンチャーズ、山崎は加山雄三に感激して、並行して楽器を始め、中学でエレキバンドを組む。西之辻は大阪府立春日丘高校、山崎は大阪府立茨木高校に進み、別々のバンドで活動していたが、茨木高校の文化祭で久しぶりに再会し、「一緒にバンドをやろう」となった。西之辻と山崎を中心としたバンド「チェックリー・チェック」は、ここでPPMやママス&パパスを演奏するフォークグループになったが、西之辻が高校3年の冬に解散する。一方の田川昭夫は広島県広島市の出身で、子どもの頃から野球少年で、広島カープに入団してカープを自分の手で優勝させるのが夢で、野球に打ち込んでいたが、進学したのは修道中学・高校で、ここからプロ野球は現実的には薄いため、趣味のカメラ、ギター、麻雀にかける時間が長くなる。田川は修道で町支寛二と同学にあたるため、音楽をどの程度本気でやっていたのかは分からない。一浪して関西学院大学に進み、大学の英語の講義で隣に座った田川が、同学となった山崎にバンド結成を持ち掛け、結成したバンド名は「精神病院」。最大の目的は女子大の大学祭に演奏に行くこと。ある女子大で「豚馬鈴薯煮（トンジャニ）」というバンドで活動を続けていた西之辻と山崎が再会し、西之辻は即座に「豚馬鈴薯煮」を解散し「精神病院」に加入。「精神病院」は関西では絶大な人気を誇り、当時大阪でタレント活動をしていた後にアイドルになった吉川桂子（山田隆夫の最初の妻）に「花だより」「不思議な国のアリス」の2曲を提供した。当時のアマチュアバンドにとってヤマハポピュラーソングコンテスト（ポプコン）は大きな目標で、第6回大会に出場したが、この大会は小坂明子が「あなた」で関西地区から出場したこともあり、「精神病院」は本選出場はならず。山崎が編曲の勉強に行った先生が小坂の父・小坂務だったという。MBSラジオの深夜番組『MBSヤングタウン』（ヤンタン）をきっかけに、大学在学中の1974年7月20日、東芝EMI（EXPRESSレーベル）からシングル「水色の街」でプロデューした。プロデューにあたり、バンド名を「三輪車」に改めた。リーダーは置かず、3人とも作詞作曲をこなし、プロデュー時にオリジナルが50曲あったとされる。同曲がヒットしメンバー全員で上京、一時は毎日のようにテレビに出た。
バンド解散後、メンバーの山崎稔（現山崎一稔）は、作曲家および編曲家として活動。田川は司法書士となり、西之辻も芸能界を離れていたが、西之辻は近年、関西でライブを行っている。

## メンバー
- 山崎稔（1954年2月11日 - ）
  - 大阪府茨木市出身・関西学院大学。ギター、リードヴォーカル[1][2]。
- 西之辻功（1953年2月17日 - ）
  - 大阪府茨木市出身・近畿大学。ギター、ハーモニーパート[1]。
- 田川昭夫（1952年11月24日 - ）
  - 広島県広島市出身・関西学院大学。ベース[1]。

## ディスコグラフィ

### シングル
| 発売日           | 規格             | 規格品番         | 面               | タイトル         | 作詞             | 作曲             | 編曲             |
| 東芝EMI／EXPRESS | 東芝EMI／EXPRESS | 東芝EMI／EXPRESS | 東芝EMI／EXPRESS | 東芝EMI／EXPRESS | 東芝EMI／EXPRESS | 東芝EMI／EXPRESS | 東芝EMI／EXPRESS |
| ---------------- | ---------------- | ---------------- | ---------------- | ---------------- | ---------------- | ---------------- | ---------------- |
| 1974年7月20日    | EP               | ETP-20032        | A                | 水色の街         | 山崎稔           | 山崎稔           | 竜崎孝路         |
| 1974年7月20日    | EP               | ETP-20032        | B                | 別れの言葉       | 田川昭夫         | 山崎稔           | 山崎稔           |
| 1974年11月20日   | EP               | ETP-20081        | A                | 黒いスーツ       | 田川昭夫         | 山崎稔           | 山崎稔           |
| 1974年11月20日   | EP               | ETP-20081        | B                | 雨あがり         | 西之辻功         | 山崎稔           | 山崎稔           |
| 1975年5月20日    | EP               | ETP-20136        | A                | 夏の日の思い出   | 田川昭夫         | 山崎稔           | 山崎稔           |
| 1975年5月20日    | EP               | ETP-20136        | B                | 故郷にも夏が     | 田川昭夫         | 山崎稔           | 山崎稔           |

### アルバム
| 発売日           | 規格             | 規格品番         | アルバム |
| 東芝EMI／EXPRESS | 東芝EMI／EXPRESS | 東芝EMI／EXPRESS | 東芝EMI／EXPRESS |
| ---------------- | ---------------- | ---------------- | --- |
| 1974年12月1日    | LP               | ETP-72016        | 午後のファンタジア Side:A 1. プロローグ 2. 最終電車 3. 故郷にも夏が 4. 雨あがり 5. 黒いスーツ 6. 午後のファンタジア Side:B 1. 地獄へのハイウェイ 2. 水色の街 3. 赤いもみじ 4. 別れの言葉 5. 夢の日々 6. エピローグ |
| 1975年9月5日     | LP               | ETP-72087        | 夏の日の思い出 Side:A 1. イントロダクション～夏の日の思い出 2. 古い家 3. 晩秋 4. 三次盆地 5. 雪化粧 Side:B 1. もしもこの世界から 2. お話し 3. 青春楽苦我喜変 4. 初詣で 5. 信号が青に変ったら                       |